# Rembert Ledebur
Rembert Ledebur (* im 13. Jahrhundert; † im 14. Jahrhundert) war in den Jahren 1318 bis 1338 Domherr in Münster.

## Leben
Rembert Ledebur entstammte dem westfälischen Adelsgeschlecht von Ledebur und war der Sohn des Ritters Heinrich Ledebur, der später Mönch im Kloster Corvey
wurde. Der Name seiner Mutter ist nicht überliefert.
Er besiegelte das Kapitelstatut vom 21. September 1313 über die Vergabe der Präbenden nachträglich und findet am 1. August 1318 als Domherr zu Münster erstmals urkundliche Erwähnung. Am 17. April 1336 wurde er von Bischof Ludwig in den Rat der Regierung des Stifts Münster berufen.